# Sächsische XI HV
Die Dampflokomotiven der sächsischen Gattungen XI {\displaystyle \textstyle {\mathfrak {V}}}, XI {\displaystyle \textstyle {\mathfrak {H}}} und XI {\displaystyle \textstyle {\mathfrak {HV}}} waren fünffach gekuppelte Schlepptenderlokomotiven der Königlich Sächsischen Staatseisenbahnen. 

## Geschichte
Die Deutsche Reichsbahn setzte viele Maschinen bis in die 1930er Jahre ein. Sie hatten die Betriebsnummern 57 001–014, 57 021–083, 57 101–105 und 57 201–218.
Etliche Lokomotiven mussten nach dem Ersten Weltkrieg abgegeben werden und gelangten so nach Belgien (SNCB) (11), Italien (FS) (6 oder 7) und Frankreich (P.O.) (29). Nach Gründung der SNCF 1938 sollten die Lokomotiven in Frankreich als 050-A-532 bis 534 (XI H), 050-B-535 bis 549 (XI V) und 050-C-550 bis 560 (XI HV) umgezeichnet werden. Allerdings soll das auch ehemalige FS-Loks betroffen haben. XI HV 894 kam als Reparationsleistung nach Italien, wo sie als FS 474.001 bezeichnet und in Bussoleno stationiert wurde. Sie wurde 1948 ausgemustert.

## Konstruktive Merkmale

Fabriknummer 863 im Auslieferzustand als Fotokulisse

Die Maschinen wurden für den Güterzugdienst auf Strecken mit wenigen Krümmungen projektiert. Daher wurde das Gölsdorfsche Prinzip seitenverschiebbarer Kuppelachsen angewendet. Bei den ersten Serien waren die erste, die dritte und die fünfte Kuppelachse verschiebbar, die vierte Kuppelachse wurde als Treibachse verwendet. Bei späteren Lieferungen waren nur noch die erste und die fünfte Kuppelachse seitenverschiebbar und die dritte Achse wurde zur Treibachse.
Um herauszufinden, welche Bauart der Dampfmaschine die geeignete ist, stellte die Sächsische Maschinenfabrik zunächst drei verschiedene Bauarten her. Äußerlich waren keine auffallenden Unterschiede zu erkennen. Insgesamt wurden acht Exemplare der Bauart XI H mit Zweizylinder-Heißdampftriebwerk, 108 der Bauart XI V mit Zweizylinder-Nassdampfverbundtriebwerk und 31 der Baureihe XI HV mit Zweizylinder-Heißdampfverbundtriebwerk zwischen 1905 und 1918 hergestellt. 28 Exemplare wurden später zu Heißdampfmaschinen umgebaut.
Die XI V waren mit Schlepptendern der Bauarten sä 3 T 9, sä 3 T 12 oder sä 3 T 13 gekuppelt.